# Энергомонтажный поезд

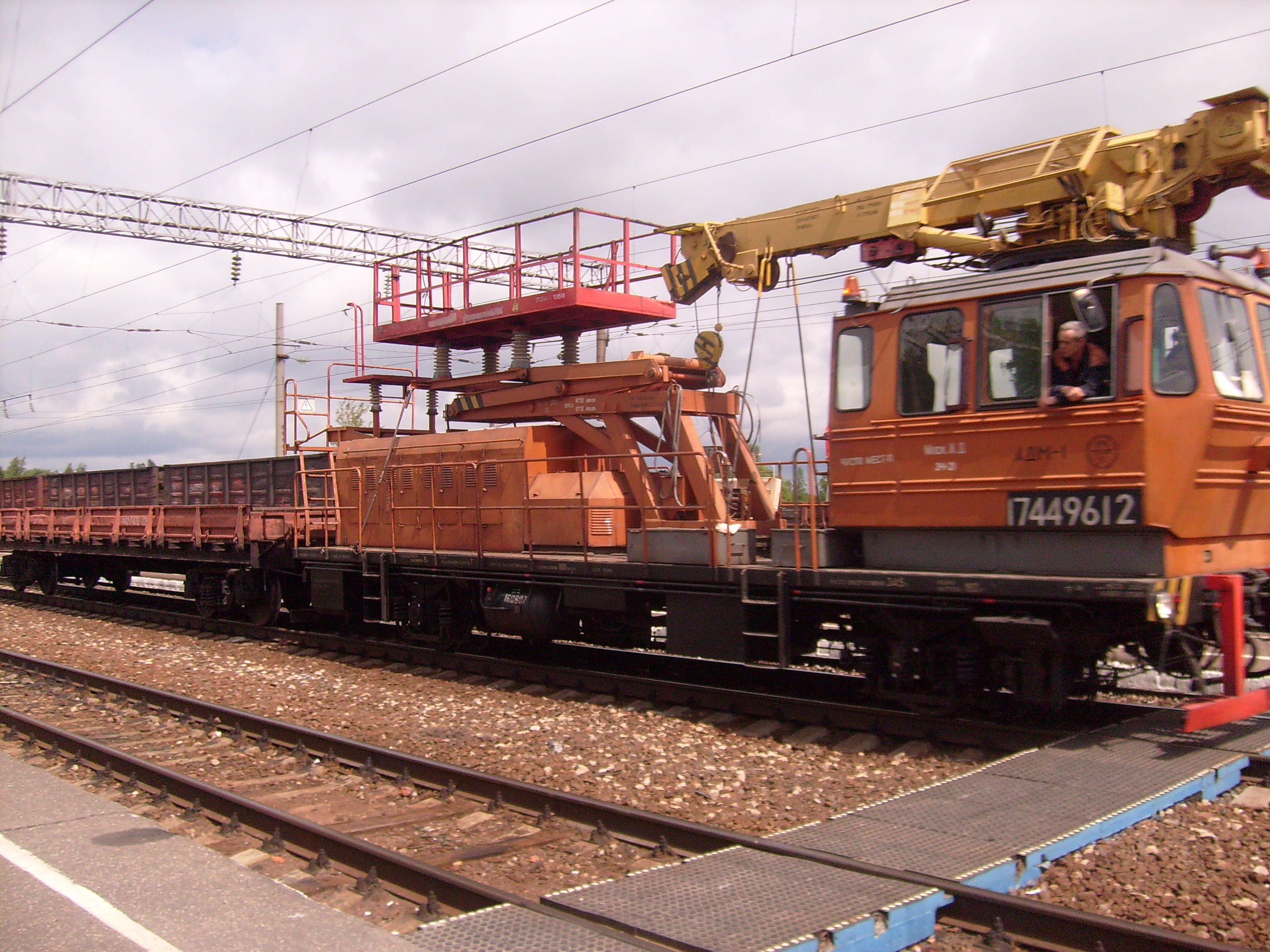
Автомотриса АДМ-1 в составе энергомонтажного поезда

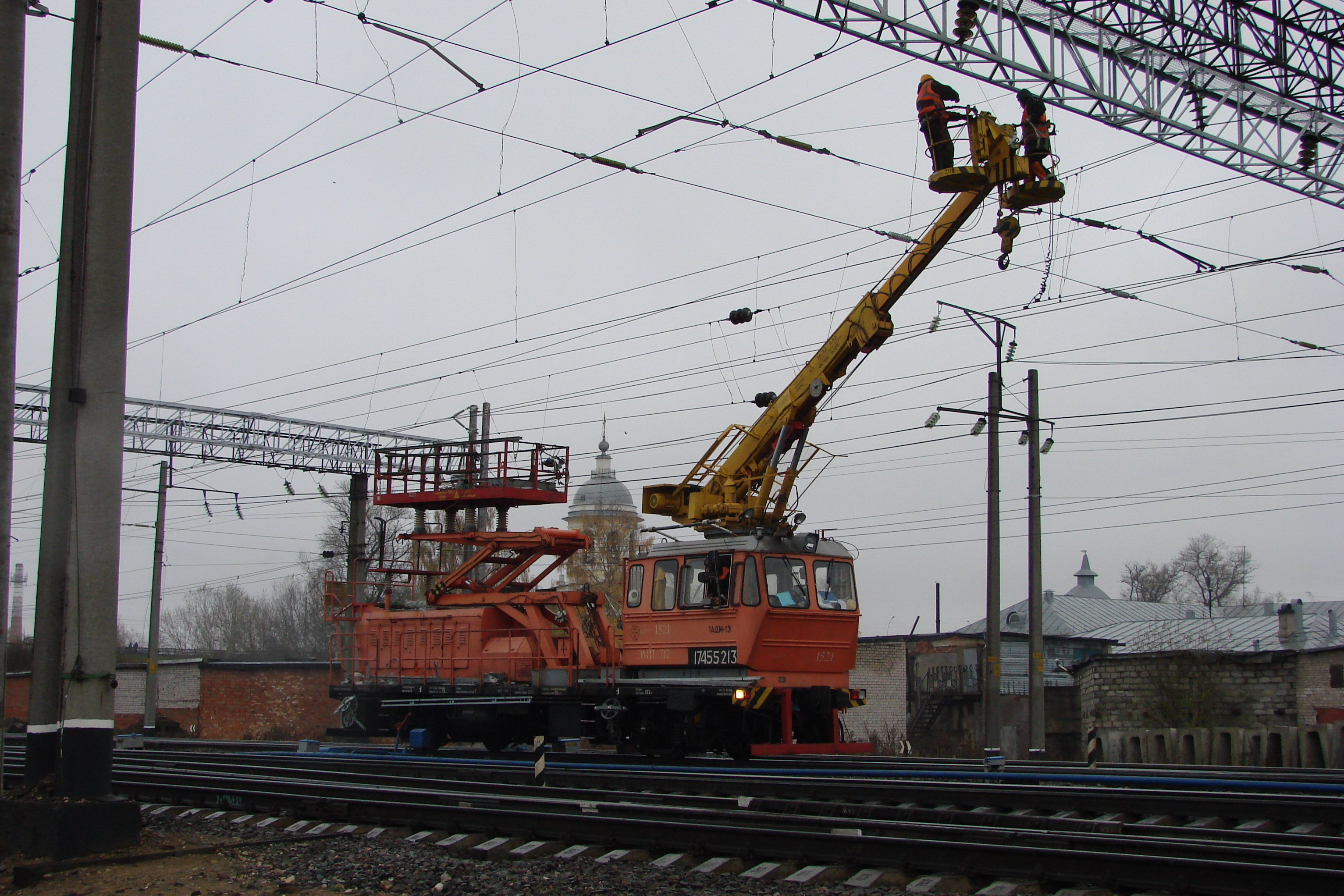
Автомотриса 1АДМ-1,3 энергомонтажного поезда №712

Энергомонтажный поезд (ЭМП) — производственное предприятие, осуществляющее строительство линий электропередачи на железнодорожном транспорте.

## Выполняемые работы
Сотрудники энергомонтажного поезда выполняют комплекс работ, связанных с сооружением и монтажом воздушных линий напряжением 6, 10, 35 кВ, в том числе установку опор контактной сети, обеспечивают электроснабжение всех объектов, получающих электрический ток напряжением 0,4-10 кВ, а также монтируют оборудование трансформаторных подстанций, распределительных узлов напряжением 6-10 кВ.

## Собственность предприятия
В распоряжении энергомонтажного поезда находятся:
- специальные машины
- механизмы
- транспортные средства
- ручной и механизированный инструмент
- контрольные и измерительные приборы

На территории энергомонтажного поезда имеются:
- стационарная контора
- гараж
- мастерские

Для работы на объектах организуются прорабские пункты, располагающие производственной базой и временным жилым фондом.